# Кукусунда
Кукусунда (также Кукухунда) — река в Оленёкском районе Якутии и Эвенкийском районе Красноярского края России, левый приток Арга-Салы (бассейн Оленька). Длина реки — 270 км, площадь водосборного бассейна — 14200 км².
Исток реки находится в одном из озёр Эгдеке, на юге Анабарского плато, на высоте более 225 м над уровнем моря, к югу от верховий реки Аганыли. От истока течёт преимущественно на восток. Перед впадением Ламуйки поворачивает на юг. Далее направление меняется на юго-восточное, южное и снова восточное. В среднем течении русло расширяется до 48 м. Протекает по незаселённой местности, где преобладает лиственничная и сосновая тайга и лесотундра. Впадает в Арга-Салу слева в 180 км от её устья, выше впадения Кюэнелекяна, на высоте менее 138 м над уровнем моря. В нижнем течении ширина русла составляет 40-62 м при глубине 1,2-1,5 м, скорость течения — 0,6 м/с.
Питание в основном снеговое. Замерзает с середины октября до конца мая или начала июня.
Река богата рыбой, в Кукусунде водятся ленок, муксун, нельма, омуль, сибирская ряпушка, сиг, таймень, хариус и щука.

## Основные притоки
Указаны поименованные притоки длиной 30 км и более.
| Название           | Расстояние от устья | Длина | Положение |
| ------------------ | ------------------- | ----- | --------- |
| Сейкит             | 24                  | 47    | левый     |
| Дяра               | 54                  | 191   | правый    |
| Аччыгый-Сордонгнох | 80                  | 46    | левый     |
| Улахан-Сордонгнох  | 84                  | 74    | правый    |
| Арылах             | 142                 | 53    | левый     |
| Ламуйка            | 148                 | 86    | левый     |
| Кентере            | 164                 | 48    | левый     |
| Укали              | 173                 | 49    | левый     |
| Харага-Суох        | 198                 | 69    | левый     |

## Данные водного реестра
По данным государственного водного реестра России и геоинформационной системы водохозяйственного районирования территории РФ, подготовленной Федеральным агентством водных ресурсов:
- Бассейновый округ — Ленский
- Речной бассейн — Оленёк
- Речной подбассейн — нет
- Водохозяйственный участок — Оленёк от истока до водомерного поста ГМС Сухана
- Код объекта в государственном водном реестре — 18020000112117600051264[5].